# Bambikina
Esther Méndez (Jaraíz de la Vera, 1991) más conocida como Bambikina, es una cantante y compositora española que se mueve en diferentes estilos musicales como el rock, los sonidos americanos o el folk, llegando incluso a ser conocida como "la chica del folk español".

## Trayectoria
Esther Méndez se licenció en Publicidad y Relaciones Públicas en la Universidad Complutense de Madrid en 2014. Bambikina nació como un dúo acústico, aunque tiempo después, Esther Méndez continuó el proyecto en solitario. El nombre de Bambikina hace referencia a un antiguo cine erótico de Hamburgo, donde se dice que dormían The Beatles en los inicios de su carrera.
Bambikina ha compuesto íntegramente la banda sonora de la película La mesita del comedor, segundo filme de Caye Casas protagonizado por David Pareja y Estefanía de los Santos. Por este motivo, ha sido galardonada en el Festival de Cine de Cáceres con el Premio Reyes Abades en marzo de 2024, y fue candidata a los Premios Goya en las categorías de Mejor música original y Mejor canción original con los temas Duerme, niño y La mesita del comedor.
Ha actuado en diversos festivales musicales nacionales e internacionales, como el WOMAD (en la edición de Cáceres y de Inglaterra), Dcode, Sonorama Ribera, Festimad o el Guitar BCN entre muchos otros.
Su canción Hazme llorar un río fue elegida para sonar en la serie de Netflix Valeria, obteniendo más de 300.000 reproducciones en Apple Music en poco más de 24 horas. Ha teloneado a artistas como Franco Battiato y colaborado con Depedro, Xoel López o Alberto de Miss Caffeina, entre otros.
En 2018 interpretó una canción de Chavela Vargas para Pedro Almodóvar durante la ceremonia de homenaje al director en el Festival Solidario de Cine Español de Cáceres.
El videoclip de su canción "Escorpiones de tequila", dirigido por Juan José Ramírez Mascaró, es el primero de la historia protagonizado por cacahuetes y otros frutos secos.
En 2016 grabó un programa de Los Conciertos de Radio 3, y un año más tarde, actuó en el programa de Buenafuente, "Late Motiv".
En 2014, saltó a la fama por protagonizar un anuncio de la empresa sueca de muebles Ikea. Al año siguiente, en 2015, dio su primer concierto profesional en su localidad natal, Jaraíz de la Vera, en la provincia de Cáceres.

## Reconocimientos
En 2012, Bambikina ganó el concurso de nuevos talentos musicales Coca Cola Concerts Club.
En 2017, ganó el Premio Festimad Taste en la categoría estatal.
En 2020, es seleccionada por GPS (Girando por Salas), entre más de 1.000 bandas para recorrer el país con una gira financiada. La llegada de la pandemia solo permite que se celebre el primer concierto, viéndose obligados a suspender el resto del tour.
En 2021, Esther Méndez fue galardonada con el Premio Avuelapluma a la Música, que entrega anualmente la Asociación Cultural Avuelapluma, destacando la valentía y originalidad de su trabajo Túnel, un disco conceptual que describe desde dentro la lucha contra los trastornos de ansiedad.
En 2024, Bambikina recibe el "Premio Reyes Abades" en el Festival de Cine Español de Cáceres por la BSO de "La mesita del comedor".

## Discografía
En 2014 publicó su primer EP Caravana, caracterizado por un estilo folk con raíces norteamericanas. En 2016 publicó su primer álbum de estudio, Referencias, que incluía 12 canciones con influencias de personajes de la música, la cultura o el cine como Bob Dylan, Neil Young, Gabriel García Márquez, Julio Cortázar, Quentin Tarantino o Robert Rodríguez.
En 2018 presentó su segundo disco El pájaro que trajo el fuego, con sonidos indies y la referencias de las cantantes hispanoamericanas Chavela Vargas y Violeta Parra. El primer sencillo de este trabajo fue "Palomitas de Caramelo". En este disco colabora también el cantante Alberto Jiménez, del grupo Miss Cafeína. También incluye la canción 'Serrana de la Vera', el tema del corto "El Jardín de Vero".
En 2020 publicó su trabajo más personal, Túnel, un disco conceptual donde describe desde dentro los trastornos de ansiedad con las colaboraciones de Club del río y Depedro.
En 2023 lanzó La mesita del comedor, álbum que incluye la banda sonora de la película homónima dirigida por Caye Casas y ganadora de premios en diversos festivales de Europa y Estados Unidos.